# Charfasson
Charfasson ou Charfashion (bengalî চরফ্যাশন) est un Upazila du district de Bhola, division de Barisâl, au Bangladesh. On y retrouve 63 740 habitations sur une superficie de 1 106,31 km2. L'Upazilla compte 10 sous-divisions, 71 Mauzas/Mahallas et 75 villages.
Selon le recensement de 1991, la population s'élevait à 342 038, dont 51,49 % d'hommes et 148 319 des habitants avaient 18 ans ou plus. On compte 25 % de personnes sachant lire et écrire de plus de 7 ans contre une moyenne nationale de 32,4 %. 